# Per Bach Laursen
Per Bach Laursen (født 7. februar 1962 i Løgstør) er borgmester i Vesthimmerlands Kommune fra partiet Venstre. Før han blev borgmester, havde han været viceborgmester fra 2010 til 2017 under sin forgænger Knud Kristensen fra Det Konservative Folkeparti. 
Han er blandt andet kendt fra diverse bestyrelsesposter i landbrugsorganisationer. Derudover har han været medlem af økonomiudvalget i kommunen siden 2013, hvor han også er nuværende formand. Fra 2013 til 2017 var han også medlem af kultur- og fritidsudvalget.
I 1985 var han udveksling student i USA til 1986. Han begyndte på sin uddannelse som agrarøkonomen i 1987 ved Næsgaard Agerbrugersskole på Falster. I 1989 havde han færdig gjort sin uddannelse.
Udover sin politiske karriere er han proprietær og ejer af Lundgaard i Overlade, som også er hans bopæl. Lundgaard driver i dag ca. 300 hektar med blandt andet kartoffelavl og 40.000 smågrise. Den 1. august 2024 trådte hans søn Malthe Bach Laursen, som på daværende tidspunkt var 27 år, formelt ind i ejerskabet af Lundgaard som den fjerde generation af familien. Udover landbruget og politik har Per rejst rundt i Europa og besøgt alle Europas hovedstæder med undtagelse af Polens Warszawa. Derudover har han også engageret sig inden for jagt som en hobby.

## Stilliger i organisationer
Per Bach Laursen er aktiv i følgende organisationer:
- Formand for Business Region North Denmark(BRN), siden juli 2023. [7]
- Bestyrelsesmedlem i Erhverv Væksthimmerland, som er en erhverv organisationen i Vesthimmerland fra d. 13 februar 2023.
- Bestyrelsesmedlem i Fonden til Vitskøl Kloster Bevarelse fra d.1 januar 2018.
- Bestyrelsesmedlem i AMU Nordjylland fra d. 3 juni 2022.
- Bestyrelsesmedlem i Made In Denmark Golf fra d. 22 marts 2018
- Næstformand i Tolvmandssektionen, som er interesse gruppe for større jordbrugere.
- Rådsmedlem i Det dyreetiske råd

Per Bach Laursen har været aktiv i følgende organisationer:
- Tidligere præsident for De Europæiske Svineproducenter
- Formand for bestyrelsen i 3S A/S fra 2004 til 2023.
- Bestyrelsesmedlem fra d.9 november 1996 til d.15 april 2004 og formand fra d. 10 november 2000 til d. 21 november 2003 i Landsforeningen af danske svineproducenter (LaDS Holding A/S)
- Bestyrelsesmedlem i kartoffelmelsfabrikken AKV-Langholt
- Tidligere formand for De Danske Svineproducenter
- Sælgere for Superfos A/S, fra juli 1989 til juni 1990.[8]